# Dzisiaj w Betlejem
Dzisiaj w Betlejem – kolęda polska. Autor słów i melodii nieznany. Jej tekst można znaleźć w śpiewniku ks. Siedleckiego z 1878 roku.
Na bazie tej kolędy powstawały liczne utwory okolicznościowe, m.in. tzw. kolędy patriotyczne, jak jedna z pieśni grudnia 1970 roku na Wybrzeżu.
Protestancka wersja kolędy nosi tytuł Dziś w Betlejemie i jej tekst zamieszczony jest w kilku ostatnich wydaniach Śpiewnika Pielgrzyma (a wcześniej w śpiewniku Harfa Syjońska, Wydawn. Społeczności Chrześcijańskiej w Cieszynie, 1958).
Kolęda o podobnych melodii i tekście istnieje również w tradycji ukraińskiej i białoruskiej, pod tytułem „Небо і земля нині торжествують” (Nebo i zemlia nyni torżestwujut).

## Zapis nutowy
Źródło: Najstarsze polskie kolędy z nutami. 1940, s. 20. OCLC 9802456173.